# Omiodes indicata
Omiodes indicata là một loài bướm đêm trong họ Crambidae.

## Hình ảnh

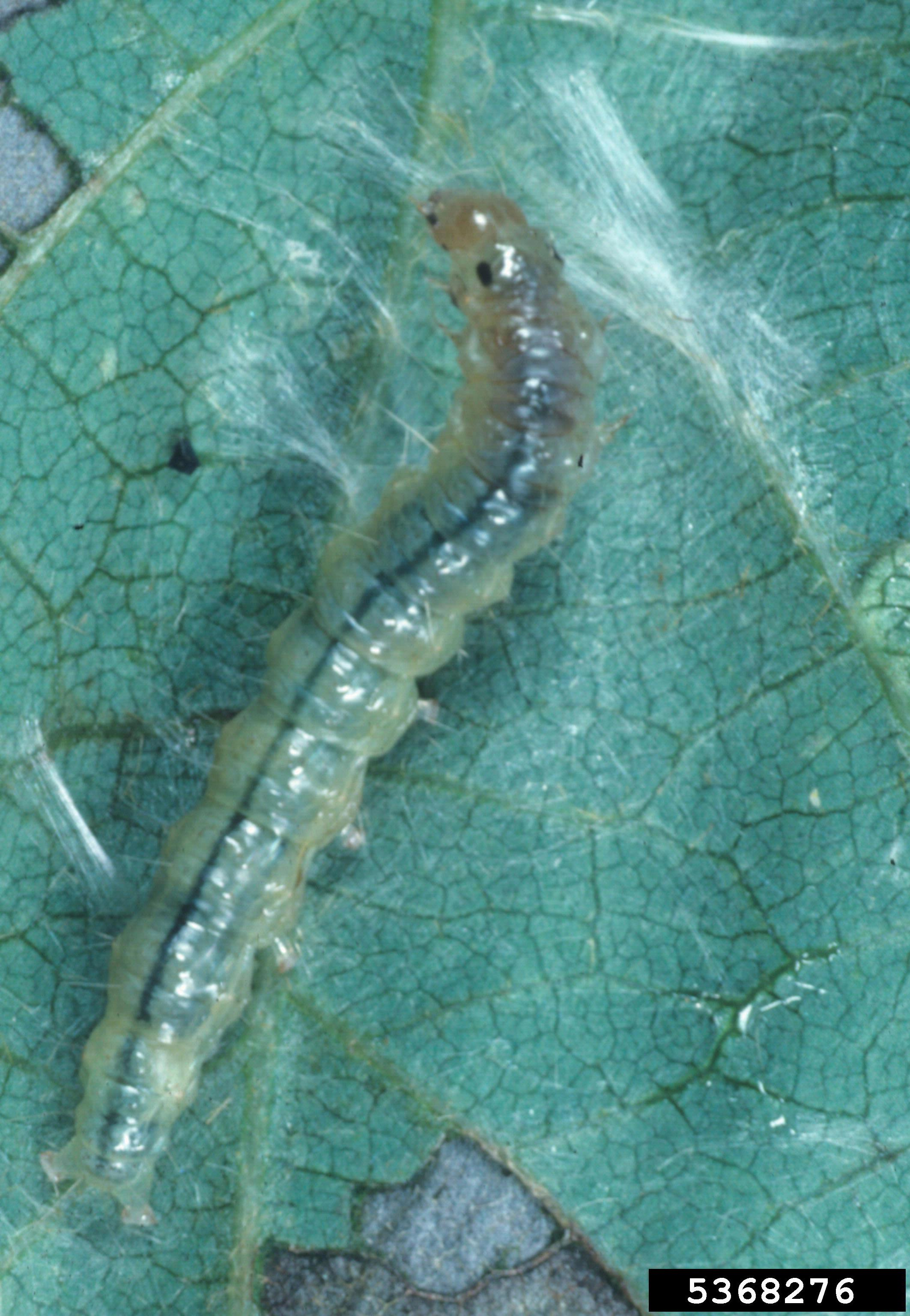
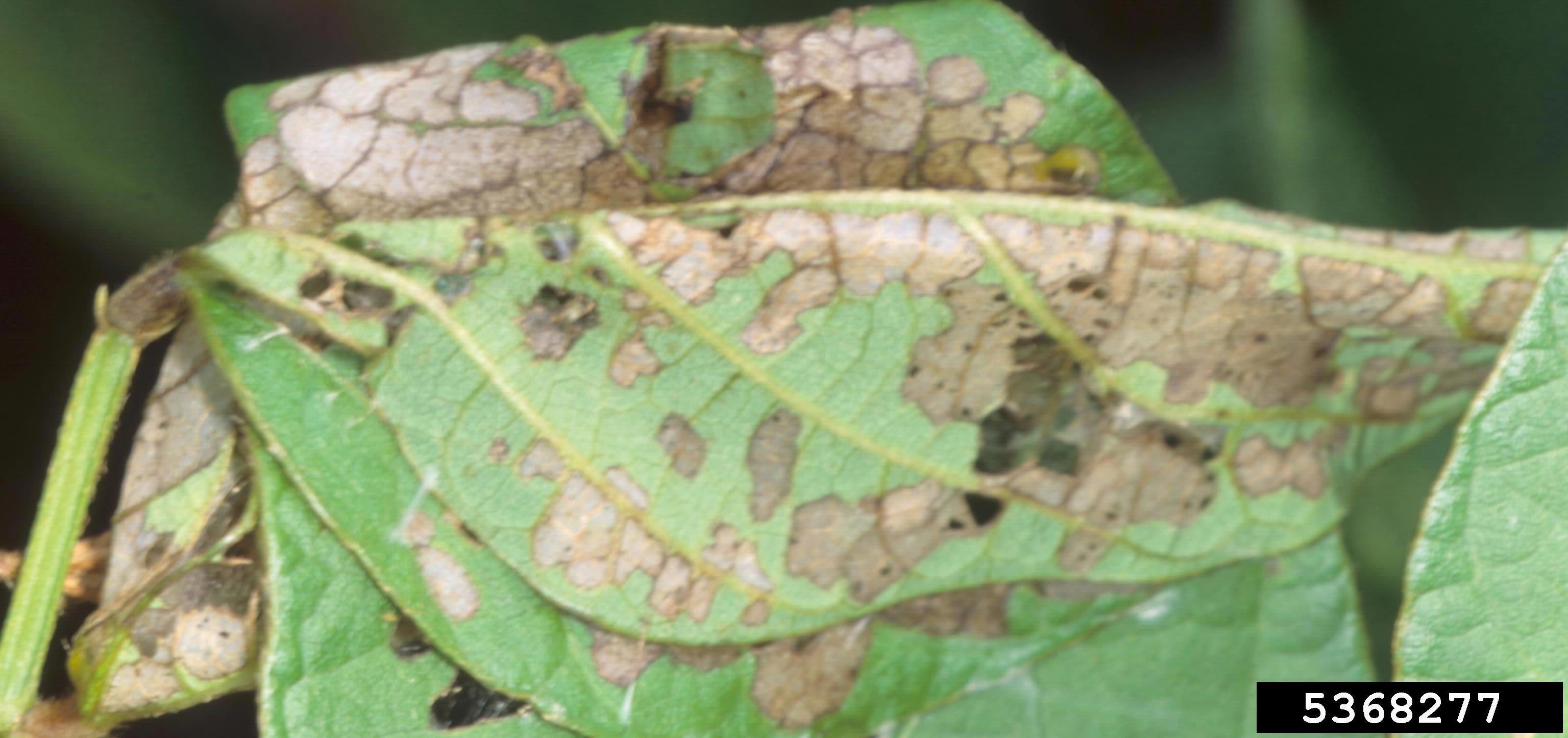
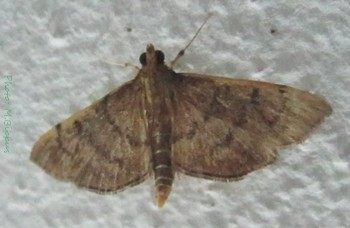
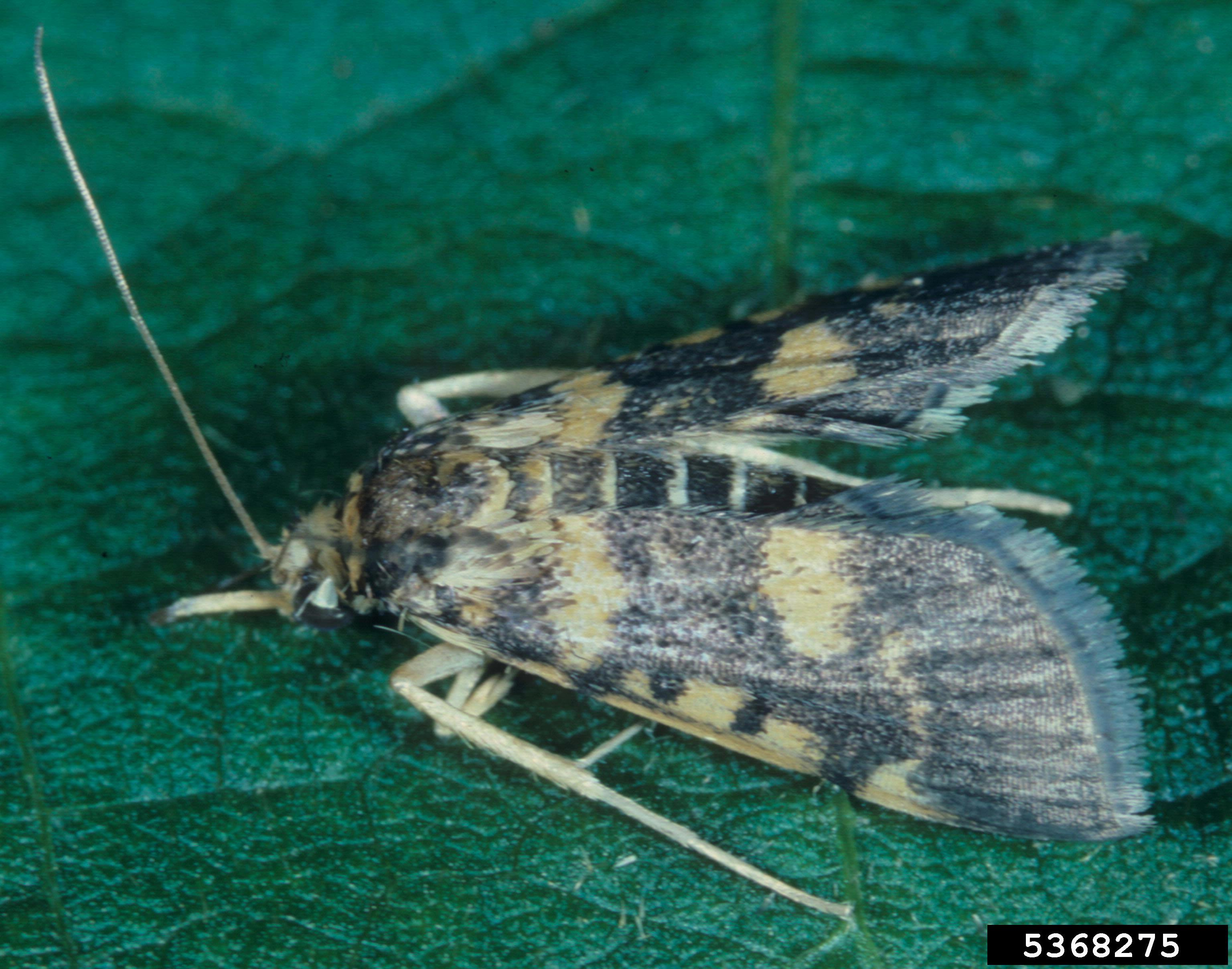